# Cedar + Gold
Cedar + Gold è il terzo album in studio della cantautrice californiana Tristan Prettyman, pubblicato ufficialmente il 2 ottobre 2012 dall'etichetta discografica Capitol Records.
Il disco si presenta musicalmente molto più maturo e introspettivo rispetto ai precedenti lavori della Prettyman. Molti dei brani dell'album hanno come tematica la turbolenta relazione sentimentale con il collega Jason Mraz.
Il disco è stato accolto in maniera molto positiva dalla critica.
Dall'album sono stati estratti due singoli: My Oh My il 20 giugno 2012 e I Was Gonna Marry You il 2 ottobre 2012.

## Tracce
1. Second Chance
2. Say Anything
3. My Oh My
4. I Was Gonna Marry You
5. Quit You
6. Bad Drug
7. Come Clean
8. Glass Jar
9. When You Come Down
10. Deepest Ocean Blue
11. The Rebound
12. Never Say Never

## Classifiche
| Classifica (2008)                | Posizione massima |
| -------------------------------- | ----------------- |
| U.S. Billboard 200               | 47                |
| U.S. Digital Albums (Billboard)  | 19                |
| U.S. Top Rock Albums (Billboard) | 19                |
| Giappone                         | 220               |